# Leguaanachtigen
Leguaanachtigen zijn een infraorde van hagedissen (onderorde Lacertilia), bestaande uit 16 families. Veel groepen zijn vrij onbekend en enkele zijn uitgestorven. Een aantal families geniet echter een grotere bekendheid, zoals de kameleons, de anolissen, de leguanen en de agamen. Zij bewonen grotendeels tropisch Amerika en hebben allen goed ontwikkelde poten. De korte dikke tong is over de gehele lengte vastgegroeid (behalve bij de kameleons). Langs de ruglijn vindt men bij vele soorten een getande kam en een grote of kleine keelzak. De meeste leguanen leggen eieren. 
Veel leguaanachtigen hebben een arboreale levenswijze, wat wil zeggen dat ze veelvuldig voorkomen in bomen. De groep heeft een fossielenbestand dat teruggaat tot het Vroeg-Jura. De oudste bekende vertegenwoordiger is Bharatagama, die ongeveer 190 miljoen jaar geleden voorkwam in het huidige India.

## Classificatie
Infraorde Iguania (Leguaanachtigen)
- Clade Acrodonta
  - Familie Agamen (Agamidae)
  - Familie Kameleons (Chamaeleonidae)
- Clade Pleurodonta
  - Familie Leguanen (Iguanidae) (Leguanen en stekelleguanen)
  - Familie Corytophanidae (Helmleguanen en basilisken)
  - Familie Crotaphytidae Luipaard- en halsbandleguanen
  - Familie Hoplocercidae Boom- en doornstaartleguanen
  - Familie Leiocephalidae
    - Genus Gladkopleguanen (Leiocephalus)

  - Familie Leiosauridae Onechte anolissen
  - Familie Aardleguanen (Liolaemidae)
  - † Familie Euposauridae (uitgestorven)
  - † Familie Arretosauridae (uitgestorven)
  - † Familie Priscagamidae (uitgestorven)
  - Familie Madagaskarleguanen (Opluridae)
  - Familie Phrynosomatidae
  - Familie Anolissen (Dactyloidae)
  - Familie Kielstaartleguanen (Tropiduridae)
  - Familie Polychrotidae
    - Genus Bonte leguanen (Polychrus)